# Santacruz (Kolumbien)
Santacruz ist eine Gemeinde (municipio) im Departamento Nariño in Kolumbien. Der Hauptort von Santacruz ist Guachavés.

## Geografie
Santacruz liegt in der Provinz Túquerres im Departamento de Nariño auf einer Höhe von 2000 bis 3000 m ü. NN, 108 km von Pasto entfernt und hat eine Durchschnittstemperatur von 18 bis 24 °C. Die Gemeinde grenzt im Norden an Samaniego, im Süden an Sapuyes, im Osten an Túquerres und Providencia und im Westen an Mallama und Ricaurte.

## Bevölkerung
Die Gemeinde Santacruz hat 31.856 Einwohner, von denen 7340 im Hauptort Guachavés leben (Stand: 2019).

## Geschichte
Die Region von Santacruz wurde um 1640 begründet, auch wenn bereits vorher indigene Völker auf dem Gebiet lebten. Der Hauptort Guachavés wurde wahrscheinlich um 1517 gegründet. Santacruz bekam 1913 den Status einer Gemeinde.

## Wirtschaft
Der wichtigste Wirtschaftszweig von Santacruz ist die Landwirtschaft, in der etwa 80 % der arbeitenden Bevölkerung tätig ist. Der Sektor wird geschwächt durch den illegalen Anbau von Koka und Schlafmohn. Ein weiterer wichtiger Sektor ist der Bergbau. Insbesondere wird Gold gewonnen.